# Jesús Mari Lazkano
Jesús Mari Lazkano Pérez (Vergara, Guipúzcoa, 10 de enero de 1960) es pintor, uno de los máximos exponentes de la pintura realista.

## Biografía

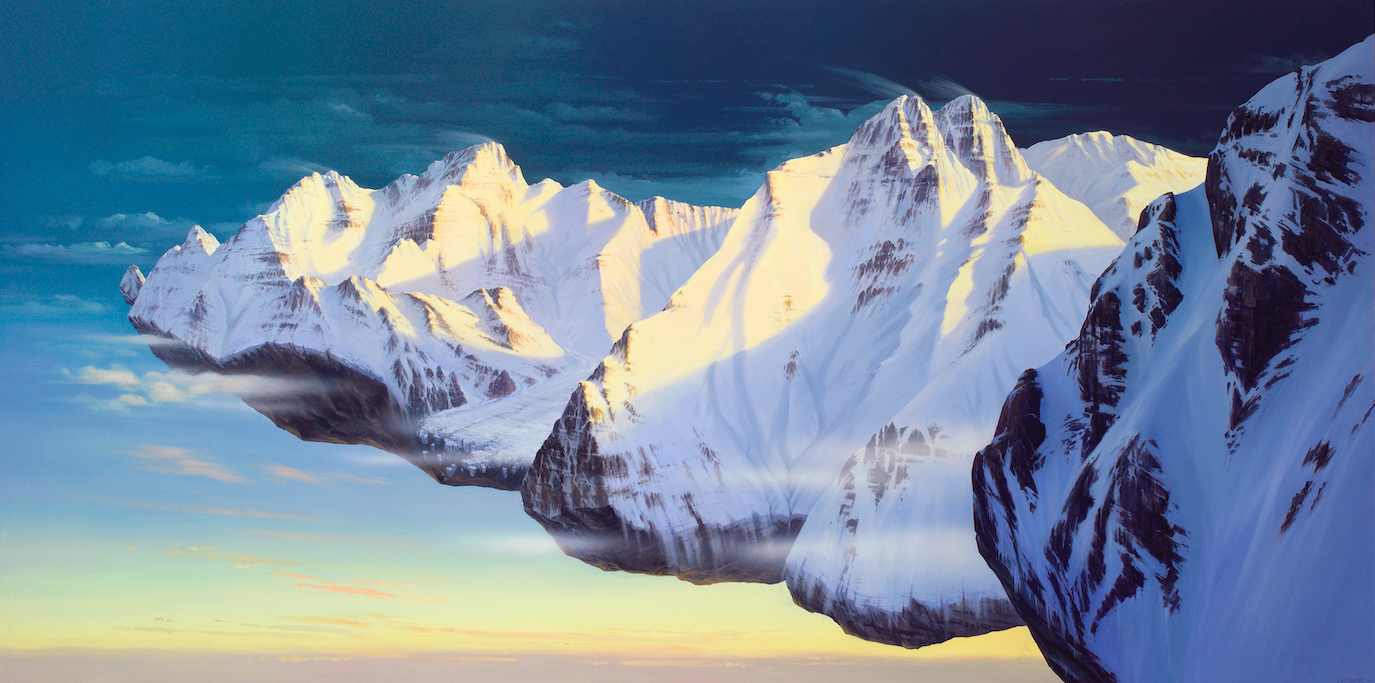

Nace en Vergara, Guipúzcoa, en 1960.  Miembro de JAKIUNDE Academia de Ciencias, Artes y Letras del País Vasco
Licenciado en Bellas Artes en la UPV-EHU en 1982 Profesor Titular del Departamento de Pintura y Doctor en Bellas Artes por la Universidad del País Vasco. En 1994, lee su tesis doctoral “De la distancia entre lo formal en arquitectura y la arquitectura como imagen...”  
Recientemente, Lazkano ha estrenado la película ARTIKO, producida por Josu Venero (Signo Digital) con textos y voz del bertsolari Xabi Paya. Seleccionado en Kimuak 2019,  también en IN THE PALACE International Short Film Festival en Varna, Bulgaria así como en Ulju Mountain Film Festival, Corea del Sur.  
La editorial NEREA, ha publicado una extensa monografía con textos del autor, que profundiza en el componente conceptual de su pintura.http://www.nerea.net/temas/arte/lazkano
En junio de 2017, forma parte de una expedición científico-artística al Ártico, organizada por la Fundación de Nueva York, The Arctic Circle, a la búsqueda de paisajes extremos desde un punto de vista  sublime.   
Tras varias exposiciones en China, en 2016 y coincidiendo con la Capitalidad Cultural Europea de San Sebastián, en la sala Kubo del Kursaal, se organiza una completa retrospectiva de sus últimos 40 años de trabajo. Su obra se encuentra en diversas colecciones y museos en varios países, como por ejemplo en el Museo Guggenheim Bilbao.  
En 2010 presenta una gran muestra, en el Museo de Bellas Artes de Bilbao, que recoge trabajos de los últimos diez años, así como obra reciente, centrada en la dialéctica arquitectura-naturaleza con el propio edificio del museo y sus obras como excusa temática.  
Ha realizado numerosas exposiciones individuales en China, EE. UU., Suiza, Yakarta, España e Italia  
Aunque desde hace años centrado en la Naturaleza, sus estancias en ciudades como Nueva York, Chicago, Dallas, o Roma han estructurado su trabajo en sucesivas series temáticas, estrechando su vínculo con la arquitectura. Interesado en la integración de la Pintura en la Arquitectura, ha llevado a cabo importantes obras de grandes dimensiones en espacios públicos, en el Parlamento Vasco, Palacio Euskalduna, Metro Bilbao, Intercambiador de San Mames, depósito de aguas en Gernika, Aula Magna de la Universidad del Paía Vasco-Euskal Herriko Unibertsitatea o el proyecto para el Puente Mataderos junto con el Estudio del arquitecto Adrián Geuze, West 8 Urban Desing & Landscape architecture, así como en la Exposición Universal de Shanghái, y en el lobby de la Torre Iberdrola de Cesar Peli en Bilbao con una obra de 6 x 15 metros 
En 2007 recibe el Premio Titanio, del Colegio Oficial de Arquitectos Vasconavarro, que distingue a aquellos artistas que aportan conocimiento arquitectónico y presenta una exposición individual en el Museo Guggenheim de Bilbao y presenta una exposición individual en el Museo Guggenheim de Bilbao.

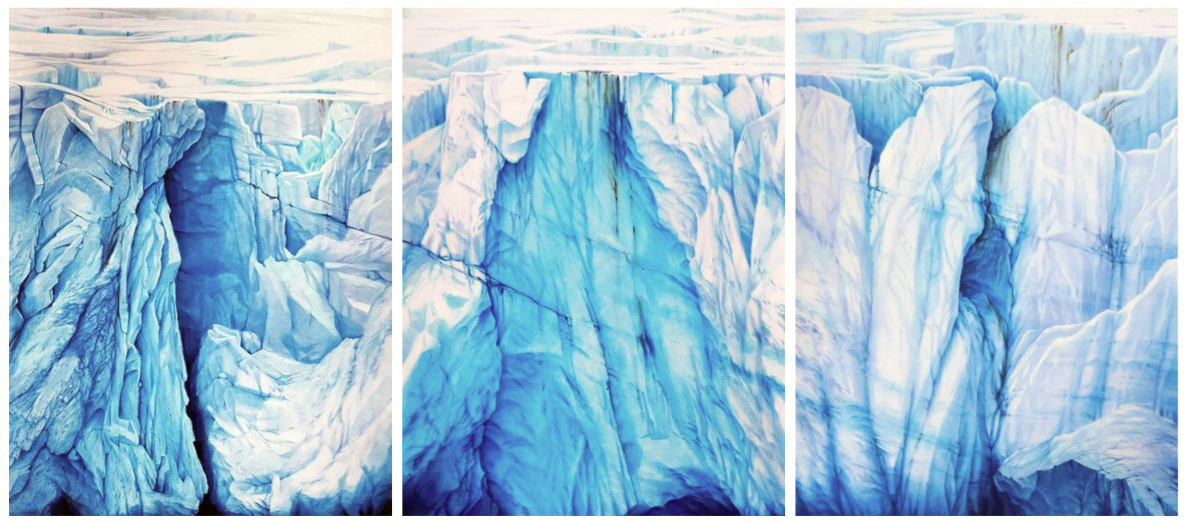

En 1985 recibe el premio Gure Artea

## Obra

### Exposiciones individuales
- 2018 ARCTIC, Corto Documental, Signo Digital Productions.
- 2017 The Arctic Circle, Scientific-artistic expedition to the Arctic,  Svalbard
- Bilbao Art Fair Lumbreras Gallery
- 2016 Two worlds. Site Specific, Smithsonian Folklife Festival, Washington
- Ikusmira. Retrospective Exhibition. Kursaal  San Sebastián
- Natura, Aoiz Art Center, Navarra
- Bilbao Art Fair, Windsor Gallery2014 Chair-man Gallery Pekín, China
- Natura Imaginis Galería Altxerri. San Sebastián
- 2012 798 Bridge Gallery Pekín China
- 2010 De la arquitectura a la naturaleza. Museo Bellas Artes de Bilbao
- 2008 De la Memoria, Museo Euskal Herria, Guernica y Luno (Vizcaya)
- 2007 Galleria Il Polittico, Roma. Museo Guggenheim Bilbao
- 2006 Windsor Kulturgintza, Bilbao
- 2005 Galería Antonio Machón, Madrid
- 2004 Galleria Il Polittico, Roma.
- 2003 Retrospectiva 1989-2003 Sala BBK, Bilbao. Galería SEI, Pamplona
- 2002 Galería Antonio Machón, Madrid.
- 2001 Galleria Il Polittico, Roma.
- 2000 Galería Antonio de Barnola, Barcelona.
- 1999 De los Tiempos, Sala Rekalde, Bilbao Galería Antonio Machón. Madrid.
- 1998 De lo bello y lo útil. Seminario Internacional de Arquitectura Industrial. Palacio Montehermoso. Vitoria.
- 1997 Sala Artxibo Foral, Retrospectiva 1984 -1989, Bilbao. LeFestival International de la Pinture, Cagnes-sur-Mer, Francia. Galería Dieciséis, San Sebastián.
- 1996 Adams Middleton Gallery, Dallas, EE. UU. Galería Antonio Machón, Madrid. Windsor Kulturgintza, Bilbao.
- 1995 Embassy Gallery, Yakarta, Indonesia. Galería Antonio Machón, Madrid.
- 1993 Galería Antonio Machón, Madrid. ARCO"93, Galería Antonio Machón, Madrid.
- 1992 Adams-Midleton Gallery, Dallas, USA. Collection DOBE, Monte Bre, Lugano, Suiza.
- 1991 Chicago Art Fair, Galería Michel Chenau, Collection DOBE, Chicago.
- 1990 Galería Antonio Machón, Madrid. Windsor Kulturgintza, Bilbao.
- 1989 Galería Antonio Machón, Madrid.
- 1988 Galería Dieciséis, San Sebastián. Sala BBK, Bilbao.
- 1987 Galería Gamarra Garrigues, Madrid.
- 1986 Herrikasarte, Munguía.
- 1985 Sala Ezkurdi, Durango. Galería Dieciséis, San Sebastián.
- 1984 Sala Gran Vía, 21, Bilbao.
- 1983 ARTEDER-83, Bilbao. Windsor Kulturgintza, Bilbao. Sala Kutxa, San Sebastián, Azpeitia.

### Obras de carácter público
- 2011 "ARS NATURA" 6 x 15 metros. Torre Iberdrola Bilbao
- 2010 "BILBO MMX". 125 x 720 cm. Expo Shanghái, Stand Bilbao-Guggenheim++
- 2007 Leioatik-Leioara. 125 x 650 cm Kultur Etxea, Leioa. Hemendik eta nola, dos piezas de 200 x 2.000 cm. Aula Magna de la Universidad del País Vasco.
- 2006 Depósito de Aguas de Gernika, 500 x 8.400 cm, Consorcio de Aguas de Busturialdea, Gernika.
- 2005 Paisaje de paso, 4 piezas de 800 x 200 cm. Intermodal de San Mames, RENFE, Bilbao. Bizkaia, 300 x 500 cm. Bilbao Exhibition Center, Baracaldo.
- 2002 De lo relativo o el lugar de la memoria, 450 x 1200 cm. Palacio de Música y Congresos Euskalduna, Bilbao. El sueño de Arriaga. 300 x 500 cm. Tranvía de Bilbao Euskotran, Bilbao. Instalación temporal.
- 2001 Euskadi, 244 x 530 cm. Parlamento Vasco, Vitoria.
- 1996 Techo mural de la Biblioteca en la Fundación Argentaria, Madrid.
- 1991 Realización cuatro sellos de Correos: Banco de España, Álvaro de Bazán, Fuente de Apolo, e Instituto San Isidro, con motivo de Madrid Capital Europea de la Cultura. Ed. Casa de la Moneda y Timbre, Madrid.
- 1990 Hemendk nora, 1000 x 6000 cm, Metro Bilbao, Bilbao. Demolido.

### Becas y premios
- 2007 Premio Titanio, Colegio Oficial de Arquitectos Vasco Navarro. Premio Ria del Ocio. Bilbao
- 2001 Primer premio Vacamanía, Bilbao
- 1997 Beca Academia Española en Roma.
- 1995 Beca de la Embajada de España en Indonesia.
- 1991 Premio Ibérico Dos Mil.
- 1990 Beca de Creación Artística Banesto.
- 1988 Ayuda del Gobierno Vasco.
- 1987 II Premio de Grabado Gure Artea.
- 1986 Beca de la Caja de Ahorros Vizcaína. Premio Muestra de Arte Joven, Ministerio de Cultura, Madrid.
- 1985 Primer Premio Gure Artea. Premio Adquisición Bizkaiko Artea.
- 1984 Ayuda del Gobierno Vasco. Primer Premio Bienal de Arte Vasco, Amorebieta.
- 1983 Beca de Creación Artística, Diputación de Guipúzcoa.
- 1982 Primer Premio Artistas Noveles, San Sebastián.

### Museos y colecciones públicas con obras suyas
Museo de Bellas Artes de Bilbao.
Museo Artium, Vitoria.
Museo de San Telmo, San Sebastián.
Gobierno Vasco, Vitoria.
Diputación Foraal de Guipúzcoa
Diputación Foral de Vizcaya
Instituto de la Juventud, Madrid.
Juntas Generales de Vizcaya.
Col. Banco Bilbao Vizcaya.
Col. Caja Postal.
Col. Metro Bilbao.
Collection DOBE, Lugano, Suiza.
Museo Patio Herreriano, Valladolid.
Col. Palacio Ajuriaenea. Vitoria.
Col. La Caixa, Barcelona.
Col. Fundación Argentaria, Madrid.
Col. Goldman Saatchi, Londres.
Col. Athletic Club de Bilbao.
Colección Iberdrola. 
Casa de la Moneda y Timbre, Madrid.
Academia Española de Bellas Artes, Roma.
Museo Municipal Madrid.
Fundación BSCH.
Parlamento Vasco, Vitoria.
Financial Corporation Washington.
Colecione Bulgary, Hon Kong, Los Ángeles.
Euskalduna Jauregia, Bilbao.
Bilbao Exhibition Center.
Euskaltel, Derio.
Museo Guggenheim Bilbao.
Museo Chateau du Montbeliard, Francia

## Enlaces
Web Oficial: http://www.jesusmarilazkano.com
- Datos: Q3754571